# Athlitiki Enosi Larissa F.C.
AEL Football Club (græsk: ΠΑΕ ΑΕΛ) er en græsk fodboldklub beliggende i byen Larisa. Klubben spiller til dagligt i den græske liga Super League.